# Louis Franchet d’Espérey
Louis Félix Marie François Franchet d’Espérey (ur. 25 maja 1856 w Mustaghanam, zm. 3 lipca 1942 w zamku de Amance) – francuski dowódca wojskowy, generał dywizji okresu I wojny światowej, marszałek Francji.

## Życiorys
Urodził się w Mustaghanam (dzisiejsza Algieria) jako syn oficera kawalerii formacji Chasseurs d'Afrique. Kształcił się w Szkole Wojskowej Saint-Cyr (specjalność piechota), którą ukończył w 1876. Następnie ukończył Akademię Sztabu Generalnego. Długie lata służył w Algierii; uczestnik ekspedycji w Wietnamie, wojen kolonialnych w Indochinach Francuskich, Chinach (tłumił „powstanie bokserów”) w 1900 oraz w Maroku (1912). W czasie wojny w Chinach był naczelnym dowódcą wojsk francuskich w rejonie Pekinu. Od 1908 był dowódcą brygady, a od 1912 dywizji. W 1913 został mianowany generałem dywizji i wyznaczony na dowódcę 1 Korpusu w Lille.
W początkach I wojny światowej, w ramach tzw. planu XVII generalnej ofensywy armii francuskiej, dowodził 1 Korpusem Armijnym w składzie 5 Armii gen. Charlesa Lanrezaca. W walkach 22 sierpnia 1914, broniąc przepraw na rzece Maas, odrzucił atak przeważających sił niemieckich pod Charleroi. Po zakończeniu bitwy granicznej, 5 września (w przededniu kontrofensywy francuskiej nad Marną), na rozkaz głównodowodzącego Joffre'a, zastąpił Lanrezaca jako dowódca 5 Armii. Jego armia w czasie bitwy nad Marną swoim prawym skrzydłem wspierała 9 Armię gen. Ferdynanda Focha, a lewym i centrum ugrupowania dokonywała pogłębienia luki pomiędzy niemieckimi 1 i 2 Armią. W marcu 1916 służył jako dowódca Wschodniej Grupy Armii. 27 grudnia 1916 zastąpił gen. Focha na stanowisku dowódcy Północnej Grupy Armii i uczestniczył w wiosennej operacji zaczepnej gen. Roberta Nivelle (ofensywa Nivelle’a). Od czerwca 1918 dowodził Armia Wschodnią w Macedonii w składzie 29 dywizji koalicyjnych wojsk (Francji, Grecji, Serbii, Wielkiej Brytanii, Włoch i Rosji), liczących łącznie ponad 400 tys. żołnierzy (10 dywizji greckich, 8 francuskich, 5 serbskich, 4 angielskie, 1 włoska i 1 rosyjska), zajmując pozycje od Morza Egejskiego do rzeki Strumy. W drugiej połowie września 1918 siłami Armii Wschodniej, przy przełamaniu na głównym kierunku siłami dywizji serbskiej, przerwał front bułgarski, w wyniku czego po dwóch tygodniach zostało podpisane zawieszenie broni w Salonikach na warunkach zwycięskiej Ententy.
W 1918, w uznaniu dokonań na polu bitwy, został mu przez Serbów nadany najwyższy serbski stopień wojskowy vojvody, odpowiadający stopniu marszałka w armii francuskiej.
Został wyznaczony na Naczelnego Dowódcę Wszystkich Sił Sprzymierzonych na Bałkanach. Podpisał układy pokojowe z Turcją i Węgrami. We wrześniu 1918 otrzymał rozkaz o przerzucie części sił na Ukrainę. Niezadowolony z decyzji, wyraził się negatywnie w imieniu wojsk o niechęci podejmowania walki „w wielkiej i mroźnej Rosji”.
Od marca 1919 Naczelny Komisarz Francji w południowej Rosji. 20 marca przybył do Odessy, pod którą podchodziły oddziały Armii Czerwonej. Opuścił Odessę, pozostawiając wojska białych, chociaż wcześniej obiecywał im wsparcie. Morzem udał się do Sewastopola. W 1919 dowodził operacjami przeciwko Węgierskiej Republice Rad. W połowie tego samego roku został wyznaczony na stanowisko inspektora Wojsk Północno Afrykańskich i Misji Zagranicznych.
Od 1920 członek Wyższej Rady Wojennej. W 1921 mianowany marszałkiem Francji. W latach 1923−1931 generalny inspektor Wojsk Francuskich w Afryce Północnej. W 1934 wybrany na członka Akademii Francuskiej.
W serbskiej stolicy (Belgradzie) jeden z bulwarów został nazwany jego imieniem.

## Odznaczenia
- Krzyż Wielki Legii Honorowej (10 lipca 1917, Francja)
- Wielki Oficer Legii Honorowej (30 grudnia 1914, Francja)
- Komandor Legii Honorowej (31 grudnia 1912, Francja)
- Oficer Legii Honorowej (29 grudnia 1904, Francja)
- Kawaler Legii Honorowej (21 sierpnia 1886, Francja)
- Medal Wojskowy (Médaille militaire, 3 października 1918, Francja)
- Krzyż Wojenny 1914−1918 z trzema palmami (Francja)
- Medal Zwycięstwa (Francja)
- Medal Kolonialny z okuciem „Tonkin” i „Maroc” (Francja)
- Médaille commémorative du Maroc (Francja)
- Medal Pamiątkowy Wielkiej Wojny (Francja)
- Krzyż Wojenny 1914−1918 z brązową palmą (Belgia)
- Wielka Wstęga Orderu Odrodzenia Polski (1927, Polska)[1]
- Wielka Wstęga Orderu Alawitów (Maroko)
- Kawaler Krzyża Wielkiego Orderu Gwiazdy Jerzego Czarnego z Mieczami (Królestwo Serbii)
- Wielka Wstęga Orderu Sławy (Tunezja)
- Medal Sił Lądowych za Wybitną Służbę (Stany Zjednoczone)
- Honorowy Rycerz Krzyża Wielkiego Orderu Św. Michała i Św. Jerzego (Wielka Brytania)
- Krzyż Wielki Orderu Świętych Maurycego i Łazarza (Włochy)
- Krzyż Walecznych – trzykrotnie (1921, Polska)[2]